# Melt!
Melt! è un singolo del gruppo musicale britannico Siouxsie and the Banshees, pubblicato il 26 novembre 1982 come secondo e ultimo estratto dall'album A Kiss in the Dreamhouse

## Il disco
Il est né le divin enfant compare nel retro del singolo come lato AA ed è un adattamento di un tradizionale canto natalizio francese. Questo brano è stato esclusivo di questo singolo, ed è rimasto inedito su disco o CD per molti anni fino all'uscita del cofanetto Downside Up nel 2004.
Melt!/Il est né le divin enfant è stato pubblicato il 26 novembre 1982 come doppio lato A dalla casa discografica Polydor e ha raggiunto il n° 49 della classifica britannica.

## Tracce
Testi di Severin, musiche di Siouxsie and the Banshees, tranne ove indicato.

### 7"
Lato A
1. Melt!

Lato AA
1. Il est né le divin enfant (trad. arr. da Siouxsie and the Banshees)

### 12"
Lato A
1. Melt! - 3:47

Lato AA
1. A Sleeping Rain - 4:20
2. Il est né le divin enfant - 2:30

## Formazione
- Siouxsie Sioux - voce, xilofono, campane tubolari
- John McGeoch - chitarre, tromba, tastiere, piatti
- Steven Severin - basso, AMS
- Budgie - batteria, percussioni, kalimba